# Uruguayaans voetbalelftal in 1988
Het Uruguayaans voetbalelftal speelde in totaal zeven interlands in het jaar 1988. Alle duels betroffen vriendschappelijke interlands. Bondscoach Roberto Fleitas had na de eindoverwinning in de Copa América 1987 plaats moeten maken voor Oscar Tabárez, die op 27 september voor het eerst op de bank zat tijdens het duel tegen Ecuador. De oud-voetballer van onder meer Montevideo Wanderers FC en Club Atlético Bella Vista was afkomstig van Deportivo Cali. In het eerste duel onder zijn leiding liet hij zeven spelers debuteren, onder wie doelman Javier Zeoli.

## Balans
| Wedstrijden | Wedstrijden | Wedstrijden | Wedstrijden | Doelpunten | Doelpunten | Doelpunten | Punten |
| Gespeeld    | Winst       | Gelijk      | Verlies     | Voor       | Tegen      | Saldo      | Punten |
| ----------- | ----------- | ----------- | ----------- | ---------- | ---------- | ---------- | ------ |
| 7           | 4           | 1           | 2           | 13         | 8          | +5         | 1.286  |

## Interlands
|                                                             |                                        |       |                        |                                                                                       |
| 7 augustus Copa Jiménez de Quesada № 524 «onderlinge duels» | Colombia                               | 2 – 1 | Uruguay                | Estadio El Campín, Bogotá Toeschouwers: onbekend Scheidsrechter: Octavio Sierra (COL) |
| 7 augustus Copa Jiménez de Quesada № 524 «onderlinge duels» | Arnoldo Iguarán 61' Bernardo Redín 76' |       | 74' José Oscar Herrera | Estadio El Campín, Bogotá Toeschouwers: onbekend Scheidsrechter: Octavio Sierra (COL) |

|                                                     |                                          |       |                     | |
| 27 september Copa Boquerón № 525 «onderlinge duels» | Uruguay                                  | 2 – 1 | Ecuador             | Estadio Defensores del Chaco, Asunción Toeschouwers: onbekend Scheidsrechter: Gabriel González (PAR) |
| 27 september Copa Boquerón № 525 «onderlinge duels» | Gustavo Dalto 14' José Oscar Herrera 84' |       | 74' Jimmy Izquierdo | Estadio Defensores del Chaco, Asunción Toeschouwers: onbekend Scheidsrechter: Gabriel González (PAR) |

|                                                     |                                                             |       |                    | |
| 29 september Copa Boquerón № 526 «onderlinge duels» | Paraguay                                                    | 3 – 1 | Uruguay            | Estadio Defensores del Chaco, Asunción Toeschouwers: 15.000 Scheidsrechter: Luiz Carlos Félix (BRA) |
| 29 september Copa Boquerón № 526 «onderlinge duels» | Ramón Palacios 40' Julio César Franco 42' Justo Jacquet 43' |       | 75' Rubén da Silva | Estadio Defensores del Chaco, Asunción Toeschouwers: 15.000 Scheidsrechter: Luiz Carlos Félix (BRA) |

|                                                       |                                      |       |          |                                                                                        |
| 12 oktober Vriendschappelijk № 527 «onderlinge duels» | Uruguay                              | 2 – 0 | Paraguay | Estadio Centenario, Montevideo Toeschouwers: 15.000 Scheidsrechter: Jorge Nieves (URU) |
| 12 oktober Vriendschappelijk № 527 «onderlinge duels» | Rubén da Silva 15' Rubén Pereira 20' |       |          | Estadio Centenario, Montevideo Toeschouwers: 15.000 Scheidsrechter: Jorge Nieves (URU) |

|                                                      |                           |       |                  |                                                                                       |
| 1 november Copa Pinto Durán № 528 «onderlinge duels» | Chili                     | 1 – 1 | Uruguay          | Estadio Regional, Concepción Toeschouwers: 16.301 Scheidsrechter: Carlos Robles (CHI) |
| 1 november Copa Pinto Durán № 528 «onderlinge duels» | Rubén Espinoza 89' (pen.) |       | 86' Daniel Vidal | Estadio Regional, Concepción Toeschouwers: 16.301 Scheidsrechter: Carlos Robles (CHI) |

|                                                      |                                                                |       |                    |                                                                                          |
| 9 november Copa Pinto Durán № 529 «onderlinge duels» | Uruguay                                                        | 3 – 1 | Chili              | Estadio Centenario, Montevideo Toeschouwers: 6.470 Scheidsrechter: José Cardellino (URU) |
| 9 november Copa Pinto Durán № 529 «onderlinge duels» | Rubén da Silva 71' (pen.) Enrique Báez 79' Sergio Martínez 87' |       | 89' Rubén Espinoza | Estadio Centenario, Montevideo Toeschouwers: 6.470 Scheidsrechter: José Cardellino (URU) |

|                                                |                                                          |       |      |                                                                                           |
| 14 december Copa MUFP № 530 «onderlinge duels» | Uruguay                                                  | 3 – 0 | Peru | Estadio Centenario, Montevideo Toeschouwers: 9.000 Scheidsrechter: Ricardo Calabria (ARG) |
| 14 december Copa MUFP № 530 «onderlinge duels» | Enzo Francescoli 13' Enzo Francescoli 30' Rubén Sosa 44' |       |      | Estadio Centenario, Montevideo Toeschouwers: 9.000 Scheidsrechter: Ricardo Calabria (ARG) |

## Statistieken
| Fernando Álvez      | 1959-09-04 | Peñarol                | 2 | 0 | 0 | 12 | 0 |
| Óscar Ferro         | 1967-03-02 | Peñarol                | 2 | 0 | 0 | 2  | 0 |
| Javier Zeoli        | 1962-05-02 | Danubio FC             | 2 | 0 | 0 | 2  | 0 |
| Jorge Seré          | 1961-07-09 | Club Nacional          | 1 | 0 | 0 | 1  | 0 |
| Celso Otero         | 1959-02-01 | Montevideo Wanderers   | 0 | 1 | 0 | 1  | 0 |
| Verdediging         |            |                        |   |   |   |    |   |
| José Oscar Herrera  | 1965-06-17 | Peñarol                | 7 | 0 | 2 | 7  | 2 |
| Nelson Cabrera      | 1967-07-18 | Danubio FC             | 7 | 0 | 0 | 7  | 0 |
| Mario Rebollo       | 1964-12-08 | Montevideo Wanderers   | 4 | 1 | 0 | 5  | 0 |
| Jorge Gonçálvez     | 1967-03-02 | Peñarol                | 4 | 0 | 0 | 4  | 0 |
| Éber Moas           | 1969-03-25 | Danubio FC             | 2 | 0 | 0 | 2  | 0 |
| Daniel Sánchez      | 1961-05-03 | Danubio FC             | 2 | 0 | 0 | 2  | 0 |
| Nelson Gutiérrez    | 1962-04-13 | Lazio Roma             | 1 | 0 | 0 | 40 | 0 |
| Sergio Panzardo     | 1965-07-20 | CA Bella Vista         | 1 | 0 | 0 | 1  | 0 |
| Daniel Revelez      | 1959-09-30 | Club Nacional          | 1 | 0 | 0 | 3  | 0 |
| Obdulio Trasante    | 1960-04-20 | Grêmio                 | 1 | 0 | 0 | 5  | 0 |
| Middenveld          |            |                        |   |   |   |    |   |
| Rubén Pereira       | 1968-01-28 | Danubio FC             | 7 | 0 | 1 | 7  | 1 |
| Gustavo Dalto       | 1963-03-16 | Danubio FC             | 5 | 1 | 1 | 8  | 1 |
| José Perdomo        | 1965-01-05 | Peñarol                | 4 | 0 | 0 | 8  | 2 |
| Edison Suárez       | 1966-11-06 | Danubio FC             | 3 | 4 | 0 | 7  | 0 |
| Rubén Paz           | 1959-08-08 | Racing Club            | 2 | 0 | 0 | 22 | 6 |
| Enzo Francescoli    | 1961-11-12 | Racing Club de France  | 1 | 0 | 2 | 31 | 9 |
| Pablo Bengoechea    | 1965-02-27 | Sevilla FC             | 1 | 0 | 0 | 8  | 1 |
| Gabriel Correa      | 1968-01-13 | CA River Plate         | 1 | 0 | 0 | 1  | 0 |
| Gustavo Matosas     | 1967-05-25 | CD Málaga              | 1 | 0 | 0 | 5  | 1 |
| Héctor Morán        | 1962-02-13 | Club Nacional          | 1 | 0 | 0 | 1  | 0 |
| Luis Alberto Acosta | 1952-12-15 | Montevideo Wanderers   | 0 | 1 | 0 | 15 | 1 |
| Edgar Borges        | 1969-07-15 | Danubio FC             | 0 | 1 | 0 | 1  | 0 |
| Aanval              |            |                        |   |   |   |    |   |
| Rubén da Silva      | 1968-04-11 | Danubio FC             | 5 | 1 | 3 | 6  | 3 |
| Daniel Vidal        | 1967-04-01 | Peñarol                | 5 | 0 | 1 | 5  | 1 |
| Enrique Báez        | 1966-01-16 | Austria Wien           | 2 | 2 | 1 | 7  | 1 |
| Sergio Martínez     | 1969-02-15 | Defensor Sporting Club | 1 | 4 | 1 | 5  | 1 |
| Rubén Sosa          | 1966-04-25 | Lazio Roma             | 1 | 0 | 1 | 11 | 1 |

AUF · A-internationals · Selecties · Bondscoaches · Uruguayaans vrouwenelftal · Olympisch elftal · Uruguay U21 · Uruguay U20 · Uruguay U19 · Uruguay U18 · Uruguay U17
1900 – 1909 ·
1910 – 1919 ·
1920 – 1929 ·
1930 – 1939 ·
1940 – 1949 ·
1950 – 1959 ·
1960 – 1969 ·
1970 – 1979 ·
1980 – 1989 ·
1990 – 1999 ·
2000 – 2009 ·
2010 – 2019 ·
2020 – 2029
WK 1930 · 
WK 1950 · 
WK 1954 · 
WK 1962 · 
WK 1966 · 
WK 1970 ·
WK 1974 · 
WK 1986 · 
WK 1990 · 
WK 2002 · 
WK 2010 · 
WK 2014 · 
WK 2018
OS 1924 · 
OS 1928 ·
OS 2012
1902 · 
1903 · 
1904 · 
1905 · 
1906 · 
1907 · 
1908 · 
1909 ·
1910 · 
1911 · 
1912 · 
1913 · 
1914 · 
1915 · 
1916 · 
1917 · 
1918 · 
1919 ·
1920 · 
1921 · 
1922 · 
1923 · 
1924 · 
1925 · 
1926 · 
1927 · 
1928 · 
1929 ·
1930 · 
1931 · 
1932 · 
1933 · 
1934 · 
1935 · 
1936 · 
1937 · 
1938 · 
1939 ·
1940 · 
1941 · 
1942 · 
1943 · 
1944 · 
1945 · 
1946 · 
1947 · 
1948 · 
1949 ·
1950 · 
1951 · 
1952 · 
1953 · 
1954 · 
1955 · 
1956 · 
1957 · 
1958 · 
1959 ·
1960 · 
1961 · 
1962 · 
1963 · 
1964 · 
1965 · 
1966 · 
1967 · 
1968 · 
1969 ·
1970 · 
1971 · 
1972 · 
1973 · 
1974 · 
1975 · 
1976 · 
1977 · 
1978 · 
1979 ·
1980 · 
1981 · 
1982 · 
1983 · 
1984 · 
1985 · 
1986 · 
1987 · 
1988 · 
1989 ·
1990 ·
1991 · 
1992 · 
1993 · 
1994 · 
1995 · 
1996 · 
1997 · 
1998 · 
1999 · 
2000 · 
2001 · 
2002 · 
2003 · 
2004 · 
2005 · 
2006 · 
2007 · 
2008 · 
2009 · 
2010 · 
2011 · 
2012 · 
2013 · 
2014 · 
2015 · 
2016 ·
2017 ·
2018 ·
2019 ·
2020 ·
2021 ·
2022 ·
2023 ·
2024
Algerije ·
Angola ·
Argentinië ·
Australië ·
België ·
Bolivia ·
Brazilië ·
Bulgarije ·
Canada ·
Chili ·
China ·
Colombia ·
Costa Rica ·
Cuba ·
DDR ·
Denemarken ·
Duitsland ·
Ecuador ·
Egypte ·
Engeland ·
Estland ·
 Finland ·
Frankrijk ·
Georgië ·
Ghana ·
Guatemala ·
Haïti ·
Honduras ·
Hongarije ·
Ierland ·
India ·
Indonesië ·
Irak ·
Iran ·
Israël ·
Italië ·
Ivoorkust ·
Jamaica ·
Japan ·
Joegoslavië ·
Jordanië ·
Libië ·
Luxemburg ·
Maleisië ·
Mexico ·
Marokko ·
Nederland ·
Nicaragua ·
Nieuw-Zeeland ·
Nigeria ·
Noord-Ierland ·
Noorwegen ·
Oekraïne ·
Oezbekistan ·
Oman ·
Oostenrijk ·
Panama ·
Paraguay ·
Peru ·
Polen ·
Portugal ·
Roemenië ·
Rusland ·
Saarland ·
Saoedi-Arabië ·
Schotland ·
Senegal ·
Servië & Montenegro ·
Singapore ·
Slovenië ·
Sovjet-Unie ·
Spanje ·
Tahiti ·
Thailand ·
Trinidad en Tobago · 
Tsjechië ·
Tsjecho-Slowakije ·
Tunesië · 
Turkije ·
Venezuela ·
Verenigde Arabische Emiraten ·
Verenigde Staten ·
Wales ·
Zuid-Afrika ·
Zuid-Korea ·
Zweden ·
Zwitserland
Argentinië (1986) ·
België (1990) ·
Brazilië (1950) · 
Colombia (2014) ·
Costa Rica (2014) ·
Denemarken (1986) ·
Denemarken (2002) ·
Duitsland (2010) ·
Egypte (2018) ·
Engeland (2014) ·
Frankrijk (2002) ·
Frankrijk (2010) ·
Frankrijk (2018) ·
Ghana (2010) ·
Italië (1990) ·
Italië (2014) ·
Mexico (2010) ·
Nederland (1974) ·
Nederland (2010) ·
Portugal (2018) ·
Rusland (2018) ·
Saoedi-Arabië (2018) ·
Schotland (1986) ·
Senegal (2002) ·
Spanje (1990) ·
West-Duitsland (1986) ·
Zuid-Afrika (2010) ·
Zuid-Korea (1990) ·
Zuid-Korea (2010)